# Lockeport
Lockeport (lata 90. XVIII w.–1870 Locke's Island) – miasto (town) w kanadyjskiej prowincji Nowa Szkocja, w hrabstwie Shelburne, na południowy wschód od Shelburne. Według spisu powszechnego z 2016 obszar miasta to: 2,33 km², a zamieszkiwało wówczas ten obszar 531 osób.
Miejscowość, która pierwotnie określana była opisowo jako „postrzępiona wyspa”, została założona w 1767 przez osadników i rybaków z Nowej Anglii (Rhode Island) w ramach uzyskanego trzy lata wcześniej nadania (obejmującego fragment township Liverpoolu) dla jednego z nich – Jonathana Locke'a, na którego cześć w latach 90. XVIII w. nazwano ją Locke's Island, od 16 lutego 1870 funkcjonuje zaś pod mianem współczesnym, w 1907 otrzymała status miasta (town). W okresie rewolucji amerykańskiej początkowo społeczność miejscowości wspierając siły amerykańskie, spowodowała utworzenie w Lockeport bazy korsarskiej i miejsca odosobnienia dla jeńców, jednak z upływem czasu (wobec coraz większych spustoszeń czynionych na całym pobliskim wybrzeżu przez tych korsarzy oraz nieuwzględnienia petycji w tej sprawie przedłożonej Massachusetts 25 września 1779) przeszła na stronę lojalistów.